# 路易十三骑马雕像

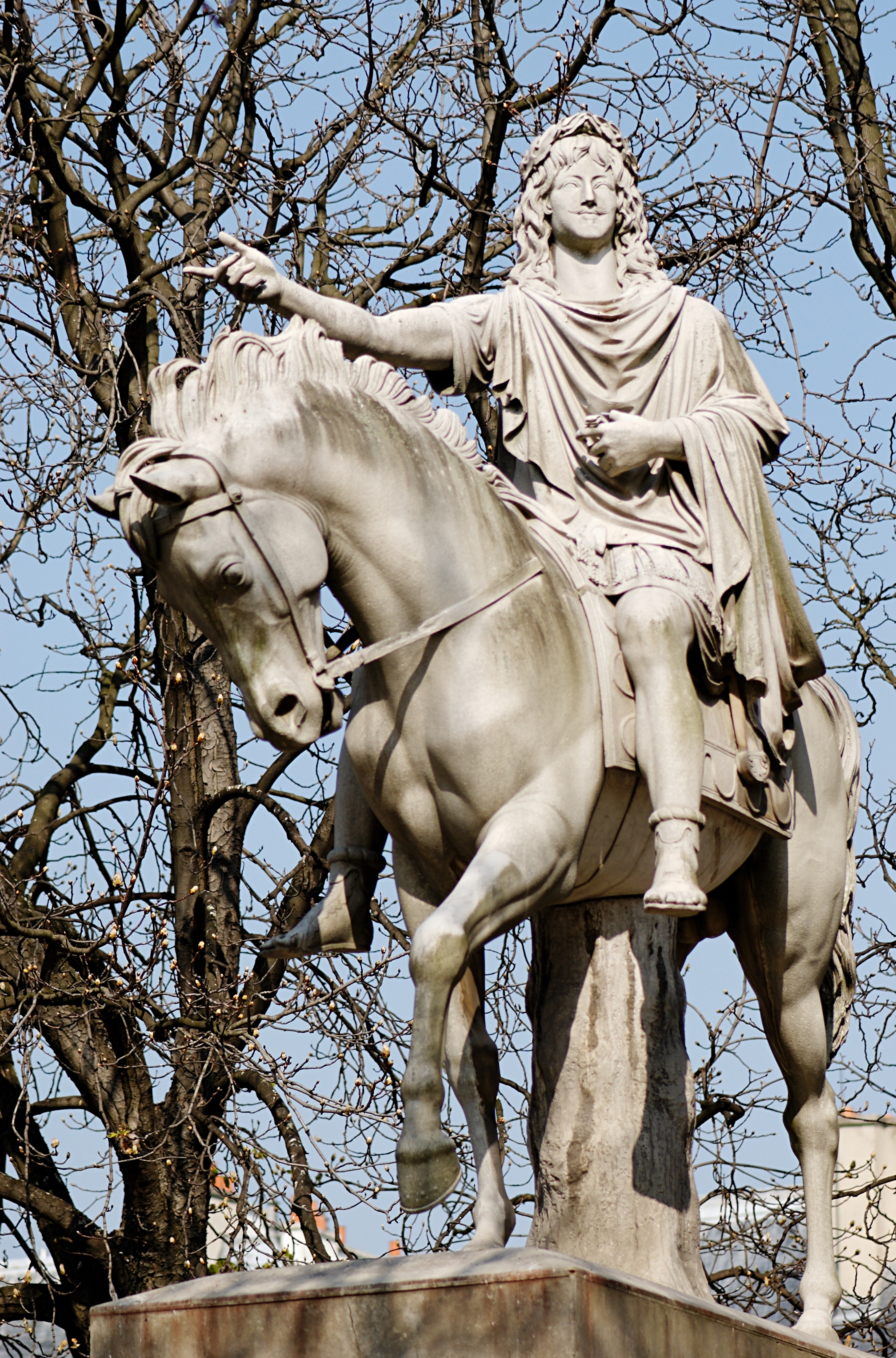

路易十三骑马雕像（Statue équestre de Louis XIII）是一尊大理石雕塑，1821年由让-皮埃尔·科尔托（Jean-Pierre Cortot）根据夏尔·迪帕蒂（Charles Dupaty）的模型制作。自1825年以来，它一直安放在巴黎第四区的孚日广场中央，以取代黎塞留委托皮埃尔·比亚尔制作的前一尊雕像。后者于1639年落成，在法国大革命期间被毁。

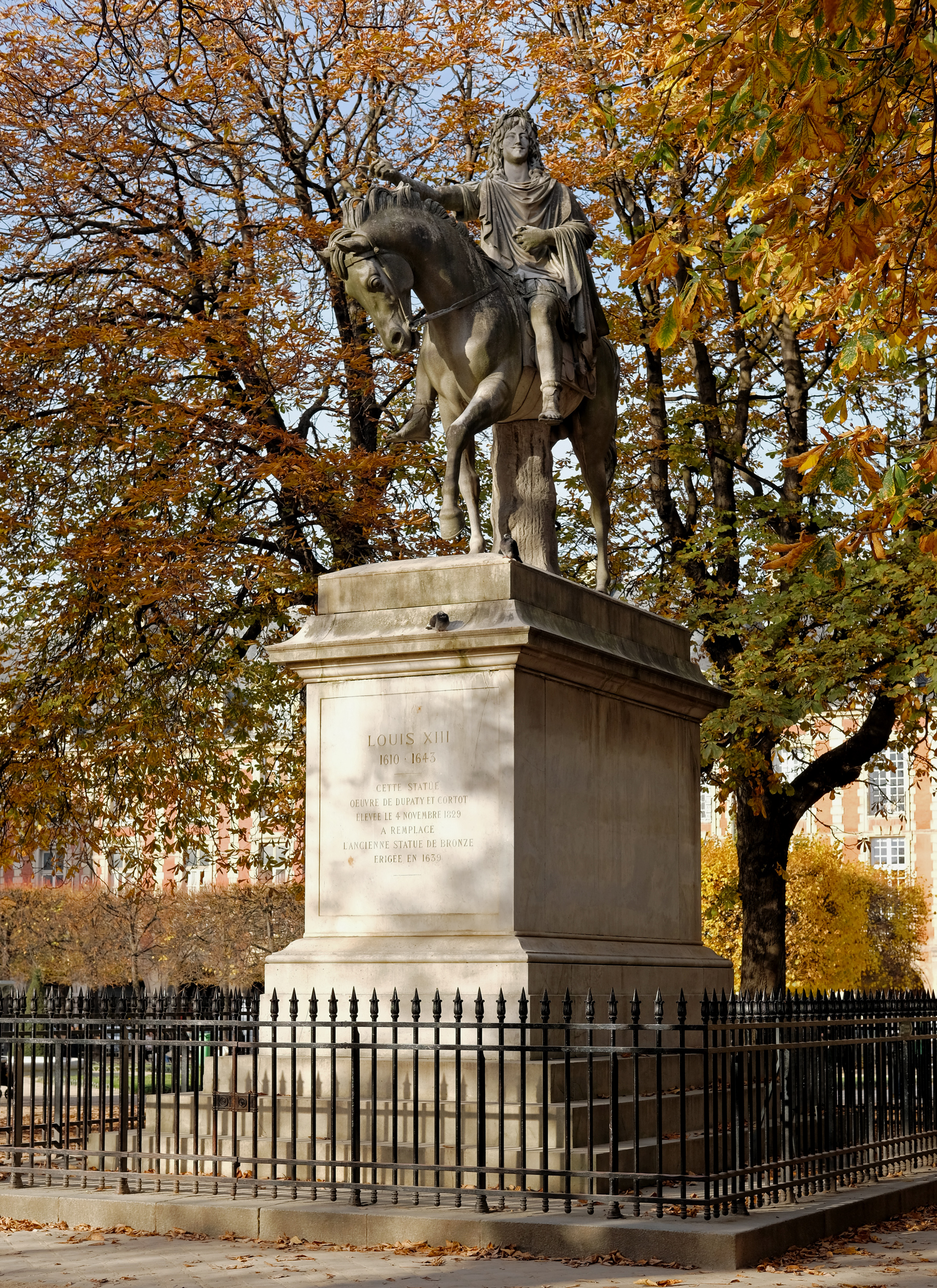

这尊雕像坐落在由锻铁格栅包围的基座上。路易十三身穿罗马皇帝的服饰，外袍下面有一件胸甲，左侧佩剑，头戴月桂冠。他右手握住缰绳，向左转身，以威严的姿态张开右臂。没有马镫用于上马。马抬起左前脚，头向右转动。为了防止雕像倒塌，在马的肚子下面放了一根树干。

## 历史

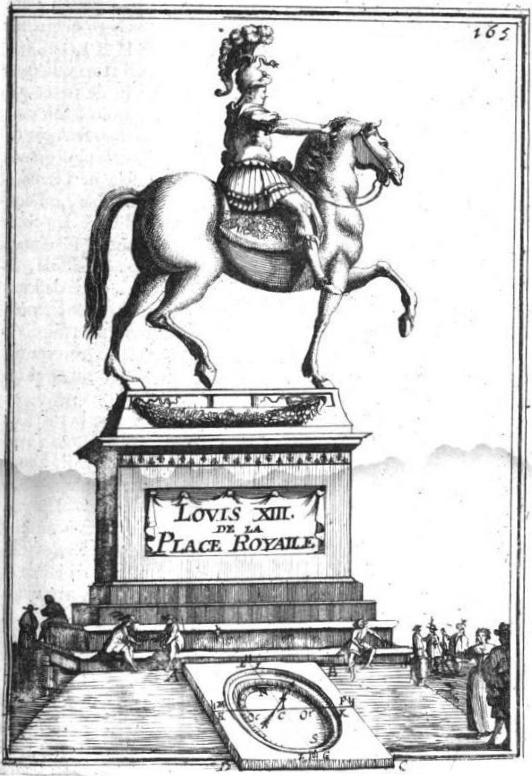
第一座雕像

1634年，黎塞留委托在皇家广场（1800年后称为孚日广场）的中心树立一尊铜像，以防止频繁的决斗。雕像委托给雕塑家皮埃尔·比亚尔。马匹雕像是1560年凯瑟琳·德·美第奇委托，用于亨利二世的骑马雕像。最初，凯瑟琳·德·美第奇委托米开朗基罗制作，但后者以年龄原因而没有接受。他向凯瑟琳·德·美第奇派往罗马的罗伯托·斯特罗齐建议，委托给达尼埃莱·达·沃尔泰拉（Daniele da Volterra），由詹博洛尼亚协助完成。这匹马于1567年完工，但骑马人的雕像没有完成。这时马上放着路易十三的肖像。雕像于1639年9月落成。法国大革命期间，这尊雕像被熔化，用于制造大炮。
1825年，广场上安放一尊新的白色大理石雕像，1821年，让-皮埃尔·科尔托根据1816年夏尔·迪帕蒂的模型完成。